# Amriswil
Amriswil (gsw. Ammerschwiil) − miasto i gmina (Politische Gemeinde) w północno-wschodniej Szwajcarii, w kantonie Turgowia, w okręgu (Bezirk) Arbon.  

## Demografia
W Amriswil mieszkają 14 272 osoby. W 2021 roku 33% populacji gminy stanowiły osoby urodzone poza Szwajcarią. 

## Współpraca
Miejscowość partnerska:
- Radolfzell am Bodensee, Niemcy

## Transport
Przez teren miasta przebiegają drogi główne nr 14, nr 471, nr 472 i nr 474.